# テリトリーズ
テリトリーズ（原題：Territories）は、2010年のフランス・カナダのホラー映画。

## あらすじ
友人の結婚式を終え、車でカナダからアメリカ合衆国の国境線に向かっていた5人は、国境線付近で2人組の国境警備隊に会う。国境警備隊にパスポートを求められた後、急に執拗な職務質問を浴びせられ、目隠しをされ、連行されてしまう。

## スタッフ
- 監督：オリヴィエ・アブー
- 脚本：オリヴィエ・アブー、チボー・ラン・ウィラール
- 製作：ジョナサン・ヴァンガー、リチャード・グードゥロー、シルヴァン・プルール、ラファエル・ロシェ、ジェローム・ヴィダル
- 音楽：クレマン・テリ
- 撮影：カリム・ハッセン
- 編集：ダグラス・バック
- 特殊効果：ジャック・ゴドブー

## キャスト
- サム：ロック・ラフォーチュン
- ウォルター：ショーン・ディヴァイン
- ミシェル：クリスティーナ・ロサート
- ジャイル：マイケル・マンド
- レスリー・ゴールドバーグ：ニコール・ルロー
- トム・ゴールドバーグ：アレクサンドル・ウィーナー
- ホワイト保安官：ヴラスタ・ヴラナ
- ブローティガン：スティーヴン・シェレン
- ガブリエル：ティム・ロゾン
- ドリス：キャロライン・レデコップ